# Municipio de Opaká
El municipio de Opaká (en búlgaro: Община Опака) es un municipio búlgaro perteneciente a la provincia de Targóvishte.
En 2011 tiene 6664 habitantes, el 57,89% turcos y el 21,5% búlgaros. Dos quintas partes de la población viven en la capital municipal Opaká.
Se ubica en la esquina noroccidental de la provincia. Por su término municipal pasa la carretera 202, que une Popovo con Ruse.

## Localidades
Comprende las siguientes localidades:
- Goliamo Gradishte
- Gorsko Ablanovo
- Garchinovo
- Krepcha
- Liublen
- Opaká (la capital)